# Tecticornia
Tecticornia ist eine Pflanzengattung in der Familie der Fuchsschwanzgewächse (Amaranthaceae). Die zahlreichen Arten sind vor allem in Australien verbreitet, eine Art (Tecticornia indica) kommt auch an den tropischen Küsten von Asien und Afrika vor.

## Beschreibung

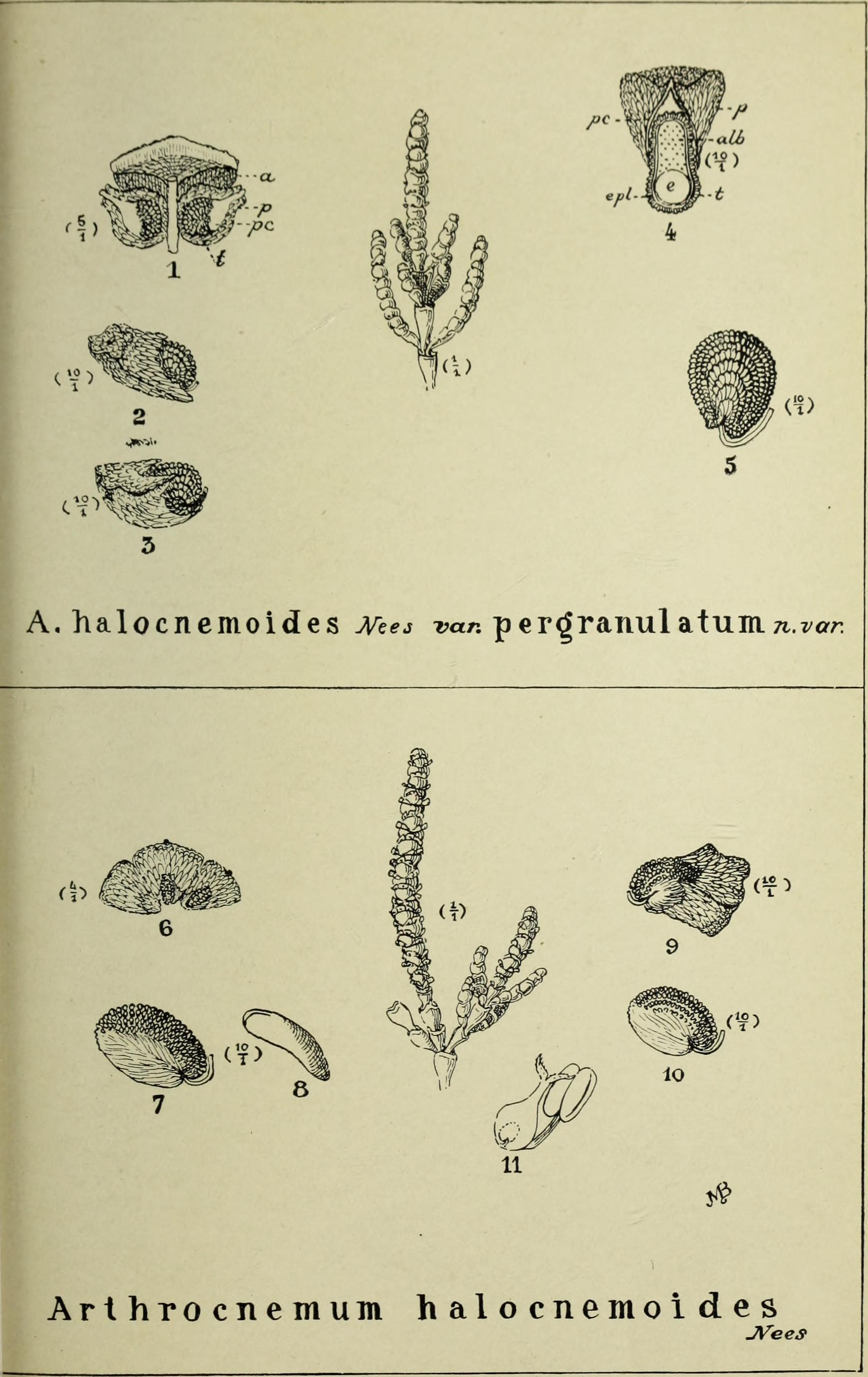
Illustration von Tecticornia pergranulata (oben) und Tecticornia halocnemoides (unten)

### Vegetative Merkmale
Die Tecticornia-Arten sind einjährige oder ausdauernde krautige Pflanzen, Halbsträucher oder kleine Sträucher.
Die verzweigten Stängel sind kahl und erscheinen gegliedert. Die Laubblätter stehen gegenständig, sie sind fleischig, kahl, unten verwachsen und den Stängel becher- oder kragenförmig umgebend, mit fehlender oder ein bis drei Millimeter langer, zweilappiger bis dreieckiger freier Blattspreite.

### Blütenstände und Blüten
Die ährenartigen Blütenstände bestehen aus gegenständigen, meist verwachsenen und den Stängel umgebenden oder bei einigen Arten auch freien Tragblättern, deren Blattspreite becher- bis kragenförmig oder dreieckig bis rundlich schuppenförmig ist.
In deren Achsel sitzen jeweils (selten eine) meist drei bis fünf (selten bis sieben) Blüten, die frei oder untereinander, mit dem Tragblatt und der Blütenstandsachse verwachsen sein können. Die zwittrigen oder seltener eingeschlechtlichen Blüten besitzen eine zwei- bis dreilappige Blütenhülle aus verwachsenen Tepalen, ein Staubblatt, und einen Fruchtknoten mit zwei Narben.

### Früchte und Samen
Zur Fruchtzeit bleibt die Blütenhülle häutig oder wird krustig, schwammig oder hornig. Die Fruchtwand kann häutig, fleischig, krustig oder holzig sein. Der diskusförmige oder keilförmige Same besitzt eine glatte oder netzartige, höckerige oder längsgerippte Oberfläche. Der Embryo ist kurvig gebogen. Der Same enthält reichlich Nährgewebe.

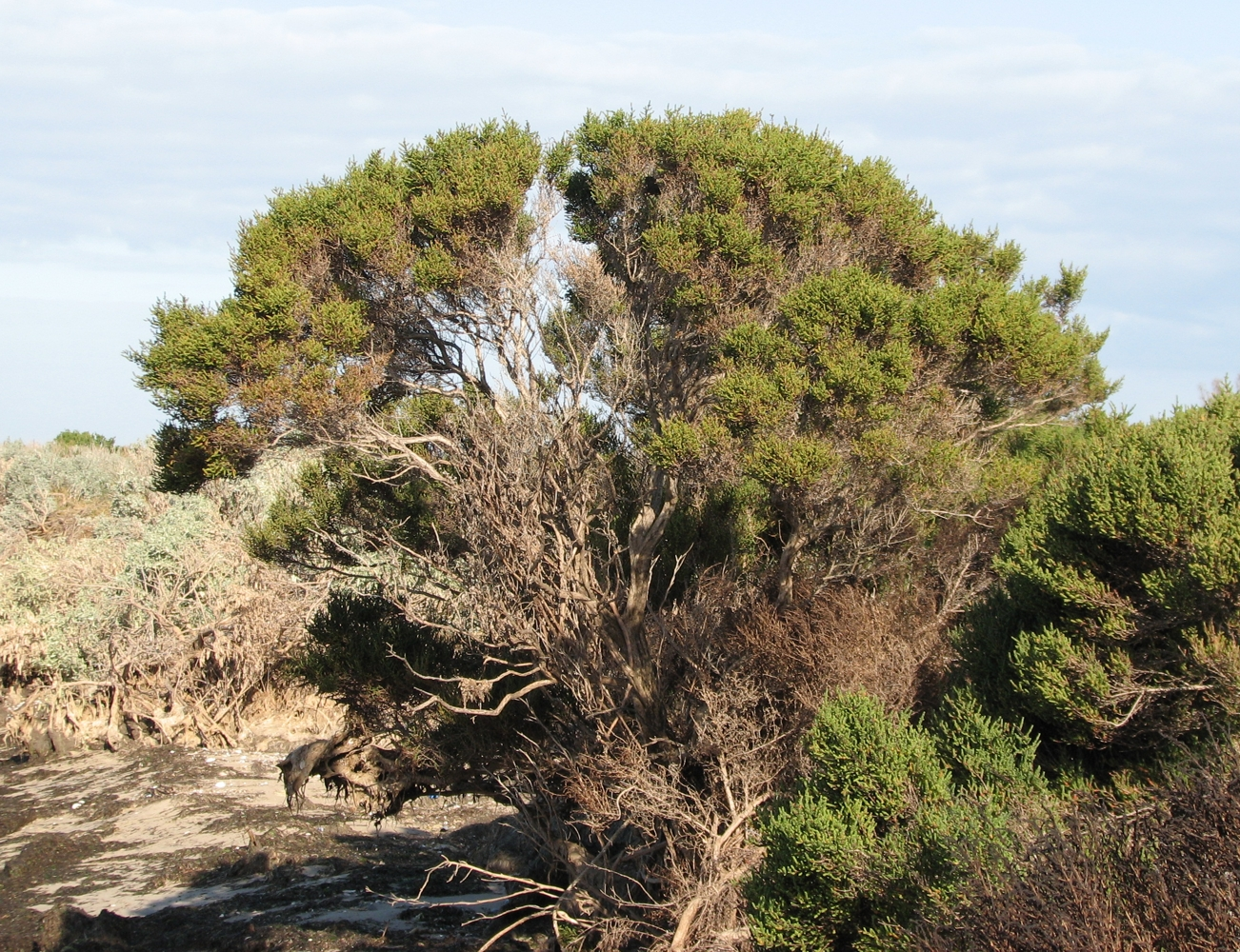
Tecticornia arbuscula

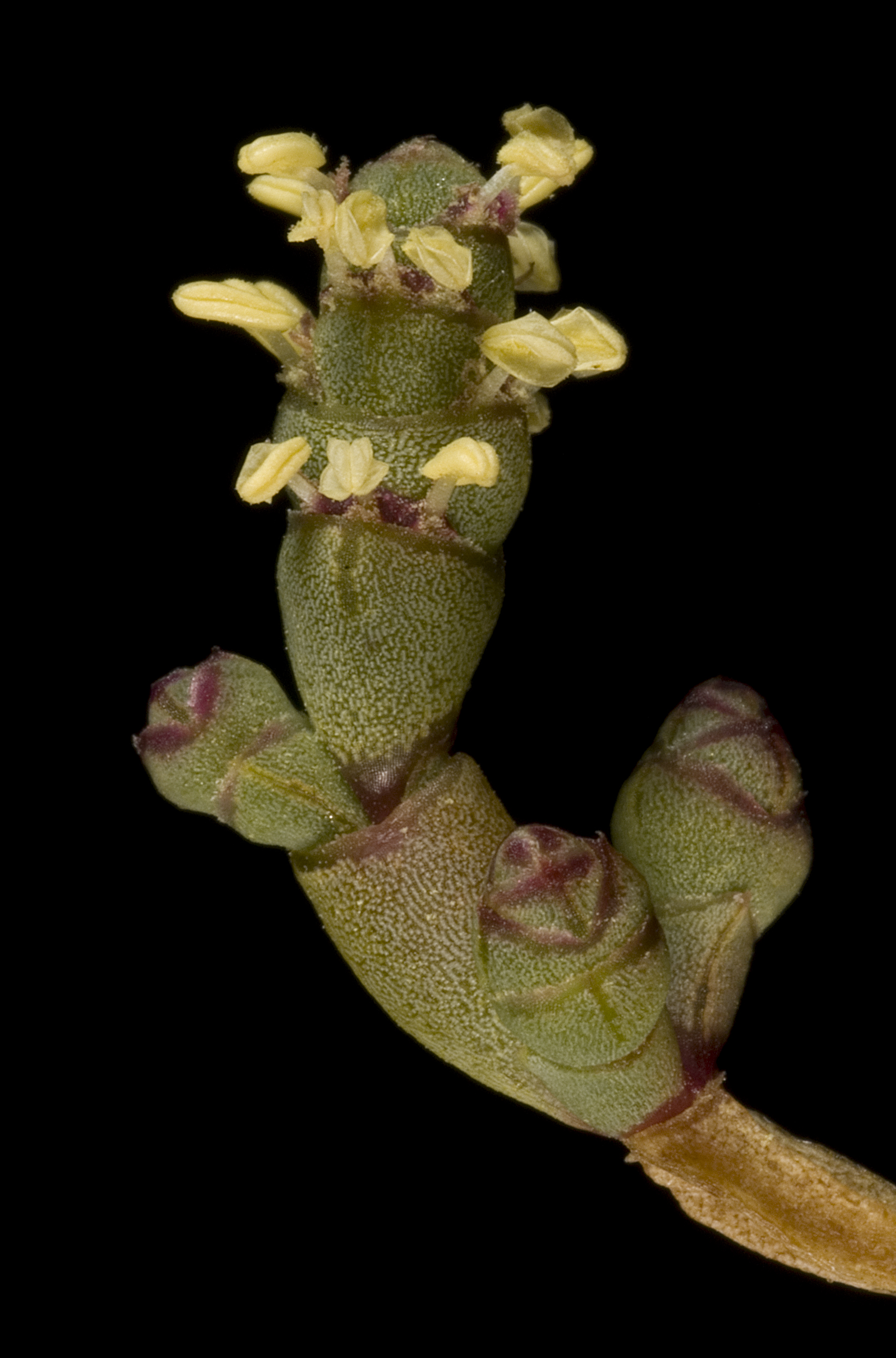
Tecticornia indica

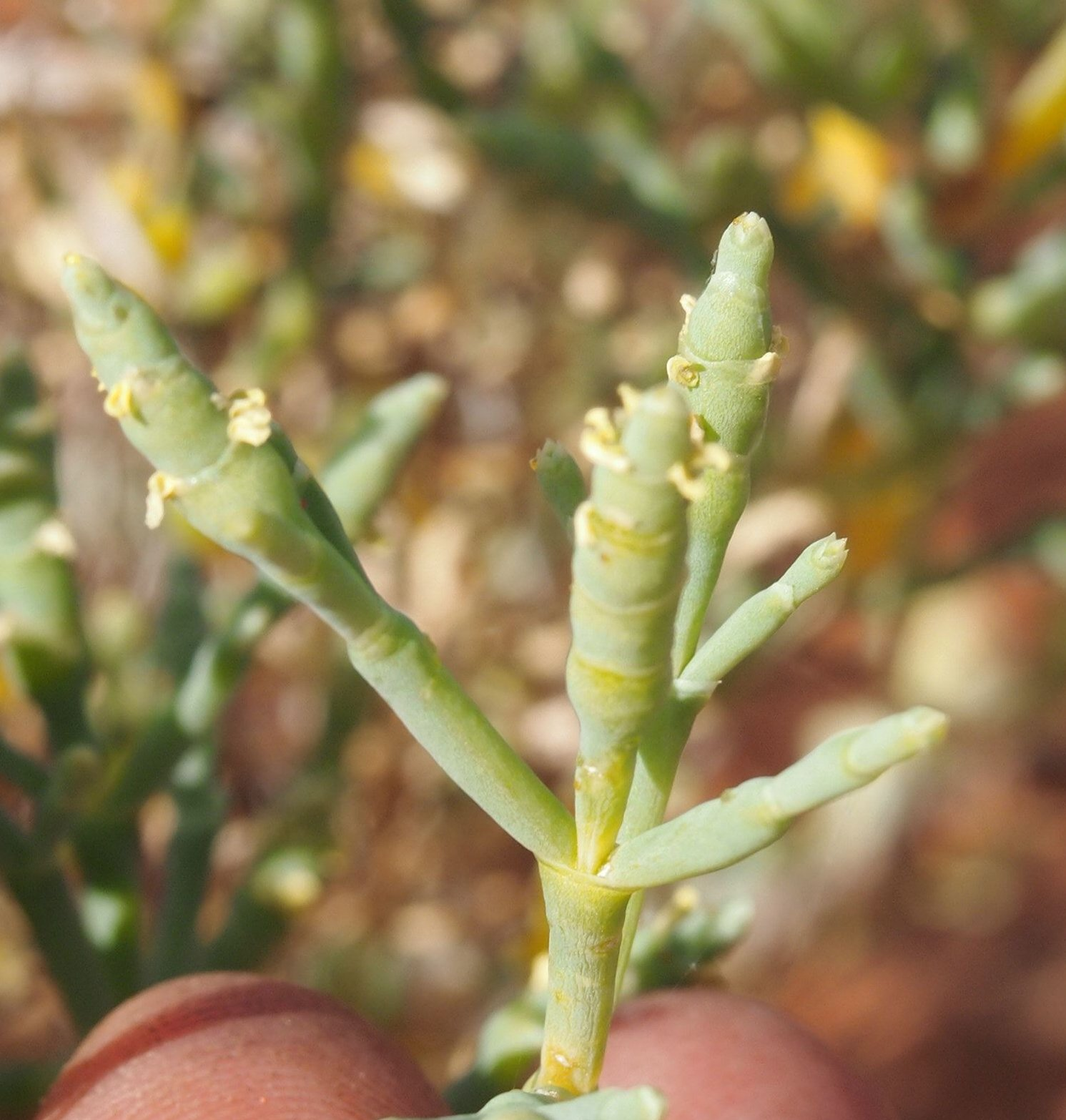
Blütenstände von Tecticornia tenuis

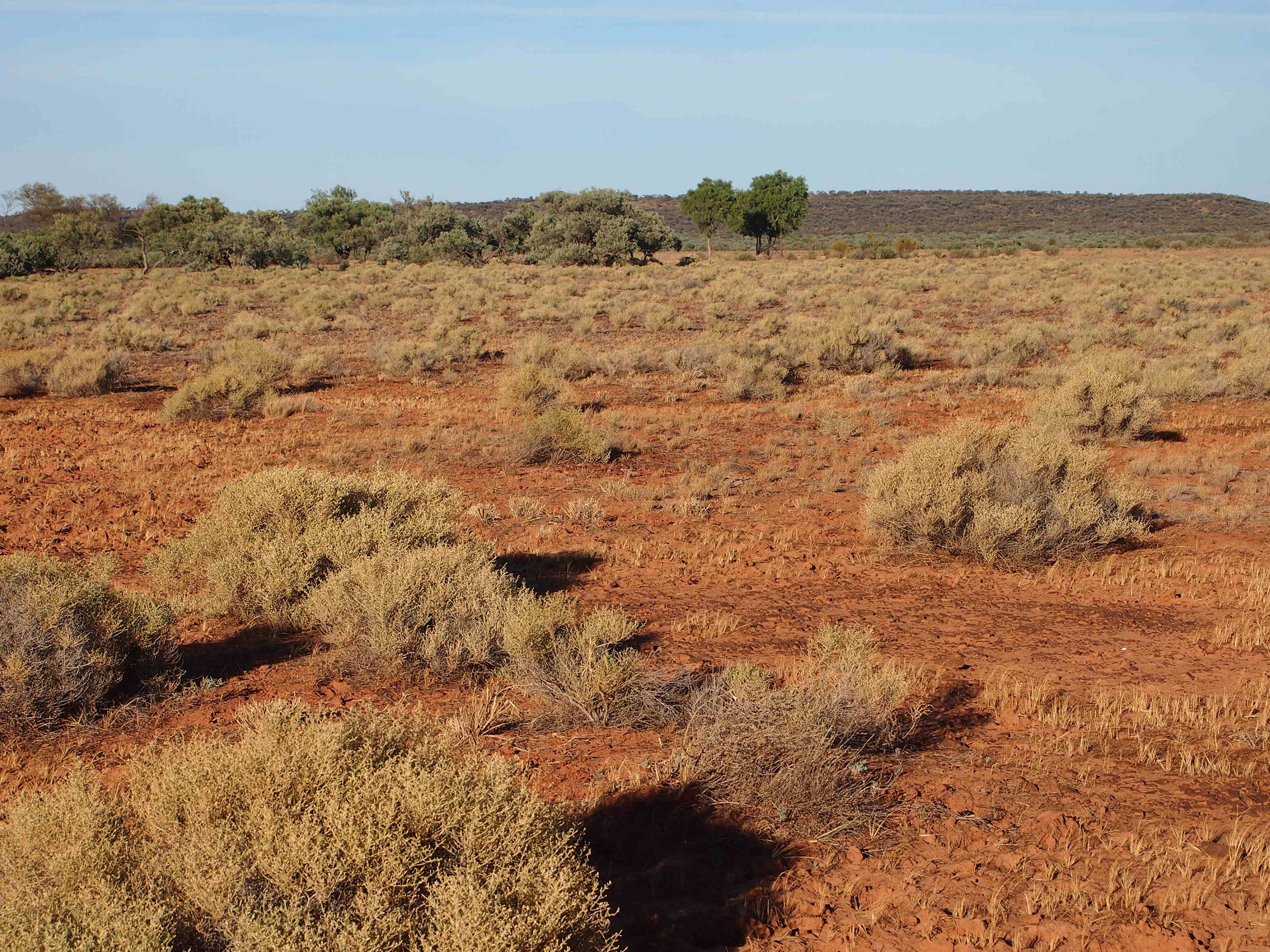
Tecticornia tenuis-Buschland in Australien

## Verbreitung
Die Arten von Tecticornia sind alle in Australien verbreitet. Als einzige Ausnahme kommt Tecticornia indica (Syn. Halosarcia indica, Arthrocnenum indicum) auch außerhalb des Kontinents an den tropischen Küsten des Indischen Ozeans bis zum östlichen und westlichen tropischen Afrika vor.

## Systematik
Die Gattung Tecticornia wurde 1880 von Joseph Dalton Hooker aufgestellt. Die Typusart ist Tecticornia cinerea (F. Muell.) Baill, welches ein Synonym von Tecticornia australasica (Moq.) Paul G.Wilson ist. Bei phylogenetischen Untersuchungen der Salicornieae erwies sich die Abstammungslinie mit Tecticornia/Halosarcia als die Schwestergruppe der Sarcocornia/Salicornia-Klade. Bis 2007 war Tecticornia eine kleine Gattung mit nur drei Arten, seitdem werden auch die Gattungen Halosarcia, Pachycornia, Sclerostegia und Tegicornia hier eingeschlossen.
Die Gattung umfasst derzeit (2016) etwa 44 Arten, von denen 11 erst kürzlich beschrieben worden sind. Die Verbreitungsangaben stammen, wenn nicht anders angegeben, aus dem Australian Plant Census (2008).
- Tecticornia annelida K.A.Sheph. & M. Lyons, in Western Australia.[9]
- Tecticornia arborea Paul G.Wilson, in Western Australia.
- Tecticornia arbuscula (R.Br.) K.A.Sheph. & Paul G.Wilson, weit verbreitet in Australien (Western Australia, South Australia, New South Wales, Victoria, Tasmanien).
- Tecticornia auriculata (Paul G.Wilson) K.A.Sheph. & Paul G.Wilson, in Western Australia.
- Tecticornia australasica (Moq.) Paul G.Wilson, in Australien (Northern Territory, Queensland)
- Tecticornia bibenda K.A.Sheph. & S.J.van Leeuwen, in Western Australia.[5]
- Tecticornia bulbosa (Paul G.Wilson) K.A.Sheph. & Paul G.Wilson, in Western Australia.
- Tecticornia calyptrata (Paul G.Wilson) K.A.Sheph. & Paul G.Wilson, in Australien (Western Australia, Northern Territory).
- Tecticornia chartacea (Paul G.Wilson) K.A.Sheph. & Paul G.Wilson, in Western Australia.
- Tecticornia cupuliformis (Paul G.Wilson) K.A.Sheph. & Paul G.Wilson, in Australien (South Australia, Queensland).
- Tecticornia cymbiformis K.A.Sheph. & Paul G.Wilson, in Western Australia.[6]
- Tecticornia disarticulata (Paul G.Wilson) K.A.Sheph. & Paul G.Wilson, in Australien (Western Australia, Northern Territory, New South Wales, Tasmanien).
- Tecticornia doleiformis (Paul G.Wilson) K.A.Sheph. & Paul G.Wilson, in Western Australia.
- Tecticornia entrichoma (Paul G.Wilson) K.A.Sheph. & Paul G.Wilson, in Western Australia.
- Tecticornia fimbriata (Paul G.Wilson) K.A.Sheph. & Paul G.Wilson, in Western Australia.
- Tecticornia flabelliformis (Paul G.Wilson) K.A.Sheph. & Paul G.Wilson, in Australien (Western Australia, South Australia, Victoria).
- Tecticornia fontinalis (Paul G.Wilson) K.A.Sheph. & Paul G.Wilson, in South Australia.
- Tecticornia globulifera K.A.Sheph. in Western Australia.[10]
- Tecticornia halocnemoides (Nees) K.A.Sheph. & Paul G.Wilson, weit verbreitet in Australien (Western Australia, Northern Territory, South Australia, Queensland, New South Wales, Victoria).
- Tecticornia indefessa K.A.Sheph., in Western Australia.[7]
- Tecticornia indica (Willd.) K.A.Sheph. & Paul G.Wilson, weit verbreitet in Australien (WA, NT, SA, Qld, NSW, Vic) und an den tropischen Küsten des Indischen Ozeans von Südostasien nach Südasien, Ostafrika, Madagaskar und südöstliches Afrika, sowie an der Atlantikküste von Senegal.[1]
- Tecticornia laevigata K.A.Sheph., in Western Australia.[6]
- Tecticornia lepidosperma (Paul G.Wilson) K.A.Sheph. & Paul G.Wilson, in Australien (Western Australia, South Australia).
- Tecticornia leptoclada (Paul G.Wilson) K.A.Sheph. & Paul G.Wilson, in Western Australia.
- Tecticornia loriae K.A.Sheph. & M. Lyons, in Western Australia.[9]
- Tecticornia lylei (Ewart & Jean White) K.A.Sheph. & Paul G.Wilson, in Australien (Western Australia, South Australia, New South Wales?, Victoria).
- Tecticornia medullosa (Paul G.Wilson) K.A.Sheph. & Paul G.Wilson, in Australien (South Australia, Queensland, New South Wales).
- Tecticornia medusa K.A.Sheph., in Western Australia.[10]
- Tecticornia mellaria K.A.Sheph., in Western Australia.[6]
- Tecticornia moniliformis (Paul G.Wilson) K.A.Sheph. & Paul G.Wilson, in Australien (Western Australia, Victoria).
- Tecticornia nitida (Paul G.Wilson) K.A.Sheph. & Paul G.Wilson, in Australien (South Australia, Victoria).
- Tecticornia papillata K.A.Sheph., in Western Australia.[8]
- Tecticornia peltata (Paul G.Wilson) K.A.Sheph. & Paul G.Wilson, in Western Australia.
- Tecticornia pergranulata (J.M.Black) K.A.Sheph. & Paul G.Wilson, weit verbreitet in Australien (Western Australia, Northern Territory, South Australia, Queensland, New South Wales, Victoria).
- Tecticornia pluriflora (Paul G.Wilson) K.A.Sheph. & Paul G.Wilson, in Australien (South Australia, New South Wales).
- Tecticornia pruinosa (Paulsen) K.A.Sheph. & Paul G.Wilson, in Australien (Western Australia, Northern Territory, South Australia, New South Wales, Victoria).
- Tecticornia pterygosperma (J.M.Black) K.A.Sheph. & Paul G.Wilson, in Australien (Western Australia, South Australia, New South Wales, Victoria).
- Tecticornia sparagosa K.A.Sheph. & M. Lyons, in Western Australia.[9]
- Tecticornia syncarpa (Paul G.Wilson) K.A.Sheph. & Paul G.Wilson, in Australien (Western Australia, South Australia, Victoria).
- Tecticornia tenuis (Benth.) K.A.Sheph. & Paul G.Wilson, weit verbreitet in Australien (Western Australia, Northern Territory, South Australia, Queensland, New South Wales, Victoria).
- Tecticornia triandra (F.Muell.) K.A.Sheph. & Paul G.Wilson, weit verbreitet in Australien (Western Australia, Northern Territory, South Australia, Queensland, New South Wales, Victoria).
- Tecticornia undulata (Paul G.Wilson) K.A.Sheph. & Paul G.Wilson, in Australien (Western Australia, Northern Territory, South Australia).
- Tecticornia uniflora (Paul G.Wilson) K.A.Sheph. & Paul G.Wilson, diözisch mit nur einer Blüte pro Tragblatt,[1] in Western Australia.
- Tecticornia verrucosa Paul G.Wilson, in Australien (Western Australia, Northern Territory, South Australia).

## Nutzung
Die jungen Zweige von Tecticornia indica können gekocht als Gemüse gegessen werden. In Madagaskar werden sie in Essig eingelegt und als Gewürz verwendet.